# Церковная реформа Петра I

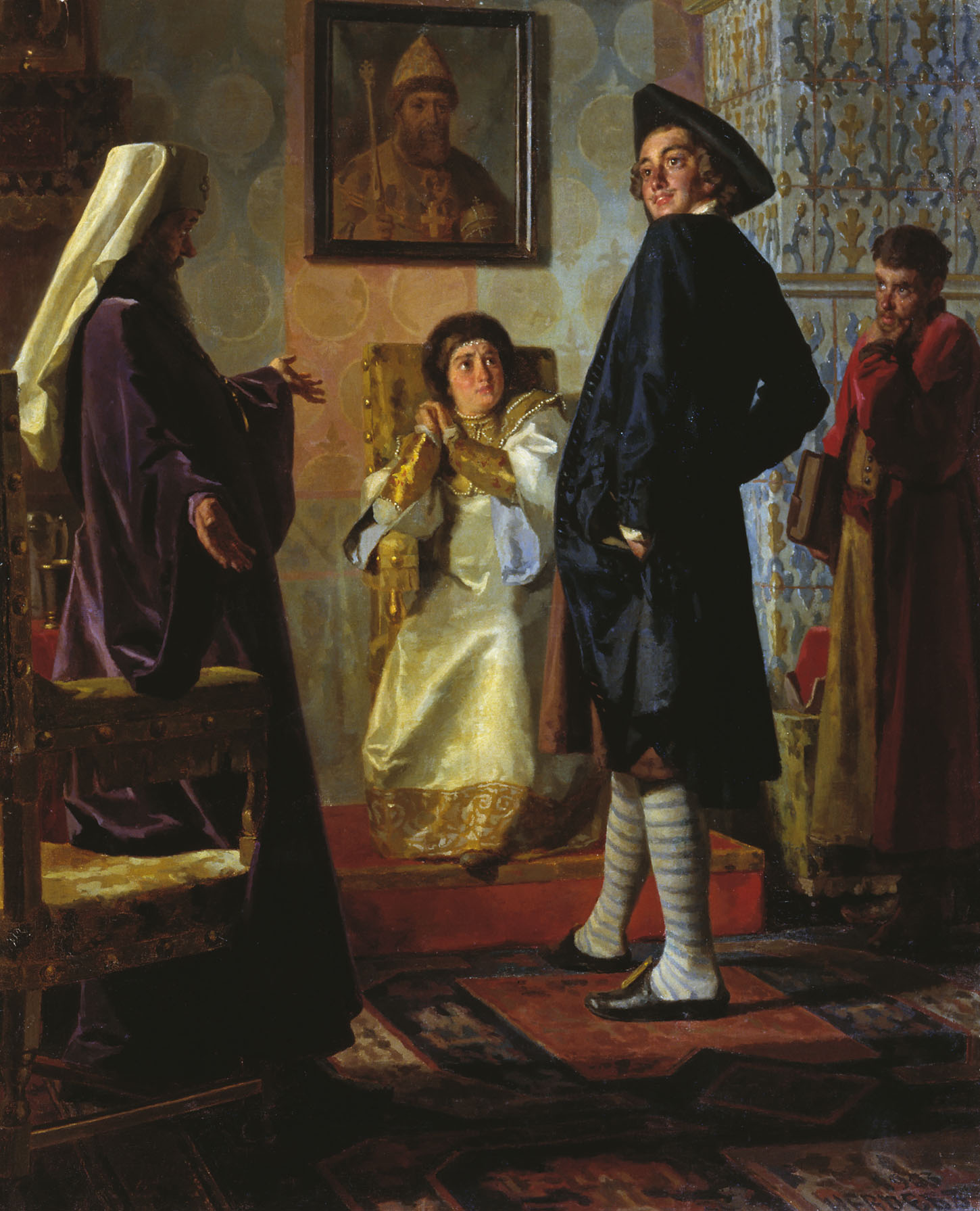
«Пётр I в иноземном наряде перед матерью своей царицей Натальей, патриархом Андрианом и учителем Зотовым» (Николай Неврев, 1903)

Церковная реформа Петра I — мероприятия, осуществлённые Петром I в начале XVIII века, которые, будучи, по мнению исследователей, попыткой внедрить в России основные принципы протестантизма, кардинально изменили строй управления Русской церкви и положили начало синодальному периоду в истории последней.

## Положение Русской церкви до реформ Петра I
К концу XVII века в Русской церкви накопилось значительное количество внутренних проблем, связанных с её положением в обществе и государстве, а также практически полным отсутствием системы религиозно-церковного просвещения и образования. Во второй половине столетия вследствие не вполне удачно проведённых церковных реформ патриарха Никона, произошёл старообрядческий раскол: значительная часть Церкви — прежде всего простой народ — не приняла решения Московских соборов 1654, 1655, 1656, 1666 и 1667 годов и отвергала предписанные ими преобразования в Церкви, следуя нормам и традициям, сформировавшимся в Москве в XVI столетии, когда Русская церковь пребывала в расколе со Вселенским православием — до нормализации своего статуса в 1589—1593 годах. Всё это накладывало значительный отпечаток на общество того времени. В царствование Алексея Михайловича патриарх Никон проводил политику, явно угрожавшую нарождавшемуся русскому самодержавию. Будучи честолюбивым человеком, Никон попытался сохранить тот же статус и влияние в государстве, который до него имел патриарх Филарет. Эти попытки закончились лично для него полным крахом. Русские цари, видя опасность привилегированного положения Русской церкви, которая владела огромными землями и обладала льготами, ощущали потребность в реформировании управления церковью. Но в XVII веке правительство не решалось на радикальные меры. Привилегии Церкви, вступавшие в конфликт со складывающимся абсолютизмом, заключались в праве землевладения и суда над духовными лицами по всяким делам. Поземельные владения церкви были огромны, население этих земель, в большинстве случаев освобождённых от уплаты податей, было бесполезно для государства. Монастырские и архиерейские торгово-промышленные предприятия тоже не платили ничего в казну, благодаря чему могли дешевле продавать свои товары, подрывая тем самым купечество. Кроме того, при Петре I Россия почти беспрестанно воевала, и поиск средств для этого не мог не привести к идее о хотя бы частичном изъятии собственности у Церкви.
Ещё царь Алексей Михайлович, несмотря на свою преданность церкви, пришёл к заключению о необходимости поставить предел притязаниям духовенства. При нём был прекращён дальнейший переход земли в собственность духовенства, и признанные тяглыми землями, очутившиеся в руках духовенства, были возвращены обратно в тягло. По Соборному уложению 1649 года, суд над духовенством по всем гражданским делам был передан в руки нового учреждения — Монастырского приказа. Монастырский приказ был главным значимым предметом последовавшего конфликта между царём Алексеем Михайловичем и патриархом Никоном, который в данном случае выражал интересы всей корпорации высшего духовенства. Протест был так силён, что царь должен был уступить и согласиться с отцами Собора 1667 года, чтобы суд над духовными лицами по гражданским и даже уголовным делам был возвращён в руки духовенства. После собора 1675 года был упразднён Монастырский приказ.
Важным фактором церковной жизни в конце XVII века было состоявшееся в 1686 году присоединение Киевской митрополии Константинопольского патриархата к Московскому патриархату. В российский епископат вошли некоторые образованные малороссийские православные представители духовенства, часть которых сыграла ключевую роль в церковных преобразованиях Петра I.

## Общий характер и предпосылки
Георгий Флоровский в своём труде «Пути русского богословия» отмечал, что Пётр I, будучи отнюдь не первым западником в Московском государстве, явился пионером в области радикальной секуляризации государственной и общественной жизни:

В западничестве он не был первым, не был и одиноким в Москве конца XVII-го века. К Западу Московская Русь обращается и поворачивается уже много раньше. И Петр застает в Москве уже целое поколение, выросшее и воспитанное в мыслях о Западе, если и не в западных мыслях. Он застает здесь уже прочно осевшую колонию Киевских и «литовских» выходцев и выученников, и в этой именно среде находит первое сочувствие своим культурным начинаниям. Новизна Петровской реформы не в западничестве, но в секуляризации. Именно в этом реформа Петра была не только поворотом, но и переворотом.

Пётр I видел глухое, а порою и явное, недовольство духовенства теми преобразованиями, которые были начаты для модернизации России, ибо они разрушали старый московский строй и обычаи, которым те были так привержены. Пётр, занимавшийся созданием абсолютистского государства по западно-европейскому образцу, не допускал самостоятельности Церкви и не любил духовенство, в массе которого находил наибольшее число противников того, что ему было самому более всего близко.
Ещё при жизни Патриарха Адриана Пётр, совсем молодой человек, ведший довольно далёкую от церковных интересов жизнь, высказывал главе русского духовенства свои пожелания относительно приведения в порядок духовного чина. Однако патриарх чуждался новшеств, проникавших в строй государственной и общественной жизни России. С течением времени недовольство Петра русским духовенством усиливалось, так что он даже привык большую часть своих неудач и затруднений во внутренних делах приписывать тайному, но упорному противодействию духовенства. Когда в представлении Петра всё противодействовавшее и враждебное его реформам и замыслам воплотилось в лице духовенства, он решил обезвредить это противодействие, на это были направлены все его реформы, относящиеся к устройству Российской Церкви. Это:
1. Устранение возможности вырасти русскому папе — «второму государю, самодержцу равносильному или большему», каким мог стать, а в лице патриархов Филарета и Никона до известной степени становился, московский патриарх;
2. Подчинение церкви монарху. Духовенство Пётр воспринимал как «не есть иное государство», которому «наравне с другими сословиями» до́лжно подчиняться общим государственным законам.

В 1707 году был лишён кафедры и сослан в Кирилло-Белозерский монастырь митрополит Нижегородский Исаия, резко протестовавший против действий Монастырского приказа в своей епархии.
Чрезвычайно болезненным для некоторых из высшего духовенства было дело Цесаревича Алексия, с которым многие духовные лица связывали надежды на восстановление былых обычаев. Бежав в 1716 за границу, Царевич поддерживал сношения с митрополитом Крутицким Игнатием (Смолой), митрополитом Киевским Иоасафом (Краковским), епископом Ростовским Досифеем (Глебовым) и др. Во время учинённого Петром розыска главною причиною измены Пётр сам назвал «беседы с попами и чернецами». По результатам следствия на духовных лиц, уличённых в связях с Царевичем, обрушились кары: епископ Досифей был лишён сана и казнён, равно как и духовник Царевича протопоп Иаков Игнатьев и близкий к первой супруге Петра, Царице Евдокии, ключарь собора в Суздале Феодор Пустынный; митрополит Иоасаф был лишён кафедры, а вызванный на допрос, скончался по пути из Киева.
Стремление московского духовенства сохранить юрисдикционный иммунитет Пётр квалифицировал как «папежский дух».
Примечательно, что всё время подготовки реформирования церковного управления Пётр пребывал в интенсивных сношениях с восточными патриархами — прежде всего Иерусалимским Патриархом Досифеем — по различным вопросам как духовного, так и политического характера. А к Вселенскому Патриарху Косме обращался в том числе и с частными духовными просьбами, как разрешение ему на «мясоястие» во время всех постов; его Грамота Патриарху от 4 июля 1715 года обосновывает просьбу тем, что, как гласит документ, «стражду феброю и скорбутиною, которые болѣзни мнѣ приключаются больше отъ всякихъ суровыхъ яствъ, а особливо понеже принужденъ быть непрестанно для обороны святыя церкви и государства и подданныхъ моихъ въ воинскихъ трудныхъ и отдаленныхъ походахъ <…>». Другою же грамотою от того же дня испрашивает у патриарха Космы разрешение на мясоястие во все посты всему русскому войску во время воинских походов, «понеже православные наши войска <…> бываютъ въ тяжкихъ и дальнихъ походахъ и отдаленныхъ и неудобныхъ и пустынныхъ мѣстахъ, идеже мало, а иногда и ничего не обрѣтается никакихъ рыбъ, ниже́ иныхъ какихъ постныхъ яствъ, а по часту и самаго хлѣба». Несомненно, что Петру было удобнее решать вопросы духовного характера с восточными патриархами, которые находились в значительной мере на содержании московского правительства (а патриарх Досифей де-факто был в течение нескольких десятилетий политическим агентом и информатором российского правительства о всём, что происходило в Константинополе), нежели со своим, порою строптивым, духовенством.

## Первые начинания Петра в этой сфере

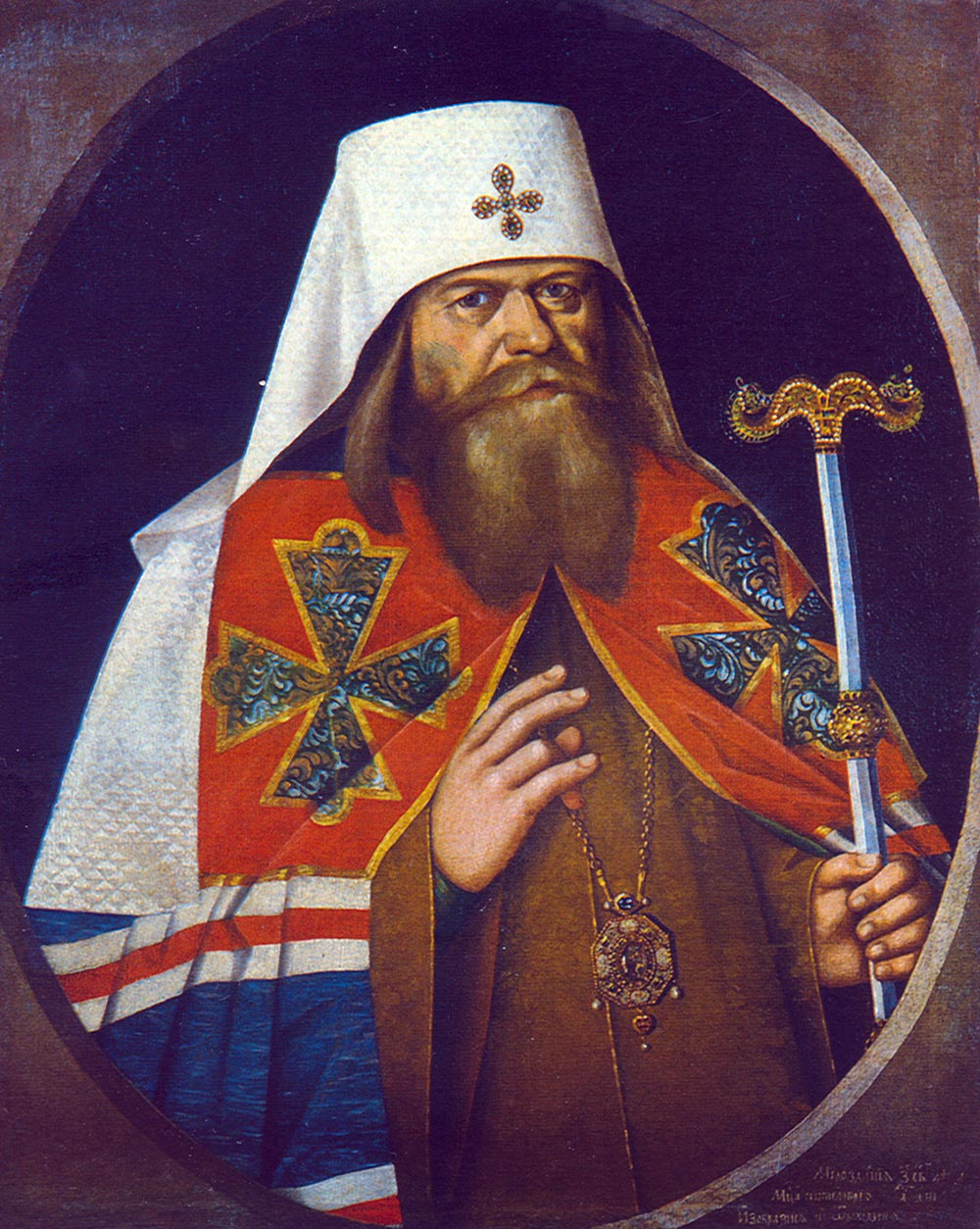
Патриарх Адриан.

Ещё при жизни Патриарха Адриана Пётр самостоятельно воспретил строить новые монастыри в Сибири.
В октябре 1700 года скончался Патриарх Адриан. Пётр находился в это время с войсками под Нарвой. Здесь, в лагере, он получил два письма, касавшиеся положения, созданного кончиной Патриарха. Боярин Тихон Стрешнев, остававшийся во время отсутствия государя, по старому обычаю, ведать Москвой, давал отчёт о кончине и погребении патриарха, о мерах, принятых к охране имущества патриаршего дома, и спрашивал, кого назначить новым патриархом. Прибыльщик Курбатов, обязанный по должности своей представлять государю обо всём, что клонится к прибыли и пользе государства, писал государю, что ему, царю, Господь судил «достояніе своё и люди свои въ житейскихъ потребахъ управляти въ правдѣ, яко отцу чады». Далее он указывал, что из-за смерти патриарха его подчинённые забрали все дела в свои руки и в своих интересах распоряжаются всеми патриаршими доходами. Курбатов предлагал избрать, как было и ранее, для временного управления патриаршим престолом архиерея. Все монастырские и архиерейские вотчины Курбатов советовал переписать и отдать их в охранение кому-либо.
Через неделю после возвращения из-под Нарвы Пётр сделал так, как предлагал Курбатов. Блюстителем и управителем Патриаршего Престола был назначен митрополит Рязанский и Муромский Стефан (Яворский). Местоблюстителю были поручены в заведование только дела веры: «о расколѣ, о противностяхъ церкви, о ересяхъ», все же прочие дела, находившиеся в ведении Патриарха, были распределены по приказам, к которым относились. Ведавший по этим делам особый приказ — Патриарший разряд — был уничтожен.
24 января [4 февраля] 1701 года года был восстановлен Монастырский приказ, в ведение которого отошли Патриарший двор, архиерейские дома и монастырские земли и хозяйства. Во главе приказа был поставлен боярин Иван Алексеевич Мусин-Пушкин, да при нём дьяк Ефим Зотов.
Вскоре последовал ряд указов, решительно сокращавших самостоятельность духовенства в государстве и независимость духовного чина от светской власти. Особой чистке подвергались монастыри. Монахам было приказано оставаться постоянно в тех монастырях, где их застанут особые переписчики, посланные Монастырским приказом. Из монастырей выселили всех непостриженных. Женским монастырям позволили постригать в монахини только женщин после сорокалетнего возраста. Хозяйство монастырей было отдано под надзор и контроль Монастырского приказа. В богадельнях было приказано оставить только действительно больных и немощных. Наконец, указом от 30 декабря 1701 года [10 января 1702 года]  определялось давать монашествующим денежное и хлебное жалование из доходов монастыря, а вотчинами и угодьями монахам впредь не владеть.
Ряд дальнейших мер облегчал жестокость преследования раскольников и разрешал свободное исповедание своей веры иностранцам, как католикам, так и протестантам всех толков. В основу этих мер лёг принцип, высказанный Петром, по обыкновению отчётливо и ярко: «Господь дал царям власть над народами, но над совестью людей властен один Христос». Согласно с этим Пётр предписал архиереям относиться к противникам Церкви с «кротостью и разумом».
Для поднятия в среде православной паствы общего уровня нравственности были изданы указы, «чтобы в городах и уездах всякого чина мужского и женского пола люди у отцов своих духовных исповедовались ежегодно», причём за уклонение от исповеди взимался штраф. Мера эта, кроме целей нравственного характера, имела в виду, главным образом, установить принадлежность данных лиц к древнему благочестию, за что они и облагались двойным налогом. Особыми указами, изданными в 1718 году, предписывалось православным обывателям непременно посещать церкви и в храмах стоять с благоговением и в безмолвии, слушая святую службу, иначе грозил штраф, взимаемый тут же в церкви особым приставленным для того «добрым человеком». Сам Пётр очень любил ознаменовывать все значимые дни своей жизни торжественными церковными служениями. Чтение по городам известия о полтавской победе, например, сопровождалось молебном и пятидневным церковным звоном.
Для поднятия нравственного уровня самого духовенства был издан наказ архиереям, рекомендовавший им кротость в обращении с подчинёнными, осторожность в принятии «невѣдомыхъ гробовъ» за святые мощи и в явлении чудотворных икон. Запрещалось вымышлять чудеса. Предписывалось не допускать юродивых; архиереям указывалось, чтобы они в мирские дела не входили, разве «явная неправда будет», — тогда позволялось писать царю. По росписи 1710 года архиереям было назначено жалование от одной до двух с половиной тысяч рублей в год. Ещё в 1705 году была произведена генеральная чистка духовенства, из состава которого были выключены и отмечены солдаты и оклад: дьячки, монастырские слуги, поповичи, пономари, их дети и свойственники.

## Борьба с нищенством
Тогда же Пётр принялся за необходимый институт древнерусского благочестия — нищенство. Всех просящих милостыню было приказано перехватать и для разбора и наказания отвести в Монастырский приказ, причём всякого чина людям запрещалось подавать милостыню бродячим нищим. Кого обуревала жажда подаяния милостыни, тому предлагалось подавать в богадельни. Кто не слушался указа и подавал милостыню бродячим нищим, тех хватали и брали с них штраф. По улицам Москвы и других городов ходили подьячие с солдатами и забирали и нищих и благотворителей. Однако в 1718 году Петру пришлось сознаться, что, несмотря на все его меры, число нищих умножилось. Он ответил на это драконовскими указами: нищих, схваченных на улицах, было приказано нещадно бить, и если они окажутся владельческими крестьянами, то отсылать их к владельцам с наказом, чтобы они посадили этого нищего на работу, дабы он даром хлеба не ел, а за то, что помещик допустил своего человека до нищенства, он должен был уплатить пять рублей штрафа. Попавшим в нищенство второй и третий раз было приказано бить на площади кнутом и отсылать мужчин на каторгу, женщин — в шпингауз (прядильню), детей — бить батогами и отсылать на суконный двор и прочим мануфактурам. Несколько раньше, в 1715 году, было приказано хватать нищих и отводить в приказы для розыска. К 1718 году в Москве было устроено более 90 богаделен, и в них жило до 4500 нищих, слабых, получавших корм от казны. Организация благотворительной помощи действительно страждущим была довольно хорошо проведена в Новгороде благодаря самоотверженной деятельности Иова. Иов, по собственному почину, в самом начале Северной войны 1700—1721 годов устроил в Новгороде больницы, воспитательные дома. Царский указ тогда же одобрил все начинания новгородского владыки и рекомендовал сделать то же во всех городах.

## Блюститель Патриаршего Престола

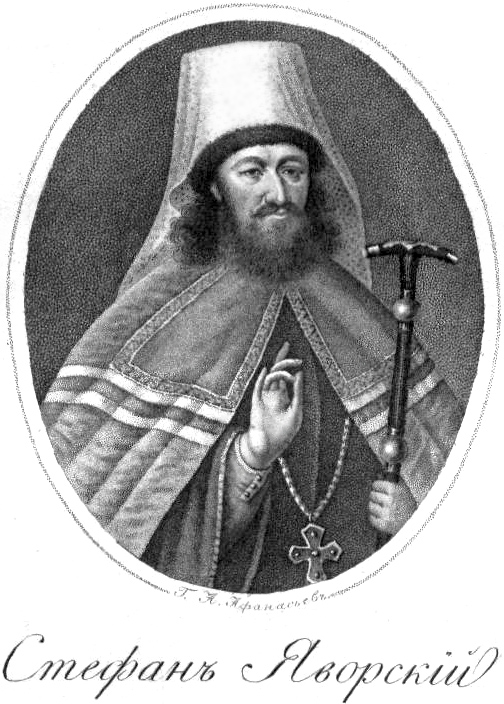
Стефан (Яворский)

Блюститель патриаршего престола был всецело во власти государя и не имел никакого авторитета. Во всех важных случаях он должен был советоваться с другими епископами, которых ему предлагалось попеременно вызывать в Москву. Результаты всех совещаний местоблюститель (первым был митрополит Стефан) должен был представлять на утверждение государя. Это собрание очередных епископов из епархий называлось, как и прежде, Освященным собором. Этот Освященный собор в духовных делах, а боярин Мусин-Пушкин с его Монастырским приказом — в других, значительно ограничивали власть местоблюстителя патриаршего престола в управлении церковью. Мусин-Пушкин в качестве начальника Монастырского приказа всюду продвигается Петром, как какой-то помощник, товарищ, иногда чуть не начальник местоблюстителя патриаршего престола. Если в обязательном Освященном соборе из ежегодно созываемых по очереди архиереев при местоблюстителе можно видеть прообраз Святейшего Синода, то начальник Монастырского приказа выступает как предок синодского обер-прокурора.
Положение главы русского духовенства стало ещё тяжелее, когда с 1711 года вместо старой Боярской думы стал действовать Правительствующий Сенат. По указу об учреждении Сената все управления, как духовные, так и мирские, должны были повиноваться указам Сената как царским указам. Сенат сразу овладел и верховенством в духовном управлении. С 1711 года блюститель патриаршего престола не может без Сената поставить архиерея. Сенат самостоятельно строит церкви в завоеванных землях и сам приказывает псковскому владыке поставить туда священников. Сенат определяет игуменов и игумений в монастыри, в Сенат направляют свои просьбы о позволении поселиться в монастырь инвалиды-солдаты.
В 1714 году в Москве возникло дело о лекаре Тверитинове, обвинявшемся в приверженности лютеранству. Дело пошло в Сенат, и Сенат оправдал лекаря. Митрополит Стефан рассмотрел тогда сочинения Тверитинова и нашёл его мнения безусловно еретическими. Снова поднялось дело и снова дошло до Сената. На разборе дела в Сенате присутствовал сначала и местоблюститель. Но Сенат снова высказался о невинности Тверитинова. Прения между сенаторами с местоблюстителем были очень упорны.
С 1715 года все центральные учреждения начали сосредотачиваться в Санкт-Петербурге и разделяться на устроенные коллегиально ведомства. Конечно, Петру приходит мысль включить на тех же основаниях в механизм государственного управления и управление церковью. В 1718 году местоблюститель патриаршего престола, временно пребывавший в Петербурге, получает указ его величества — «жить ему в Петербурге постоянно и архиереям приезжать поочерёдно в Петербург же, против того, как в Москву приезжали». Это вызвало недовольство митрополита, на что Пётр ответил резко и сурово и впервые высказал мысль о создании Духовной коллегии.

## Создание Духовной Коллегии, или Святейшего Синода
Ключевой фигурой в деле организации Духовной коллегии был малороссийский богослов, ректор Киево-Могилянской академии Феофан (Прокопович), которого Пётр встретил в 1706 году, когда он при закладке Печерской крепости в Киеве говорил встречную государю речь. В 1711 году Феофан был при царе в Прутском походе. 1 июня 1718 года он был наречён в псковские епископы, а на следующий день он был посвящён в архиерейский сан в присутствии государя. Вскоре Прокоповичу было поручено составление проекта создания Духовной коллегии.
25 января [5 февраля] 1721 года Пётр подписал манифест об учреждении Духовной коллегии, получившей вскоре новое наименование Святейшего правительствующего Синода. Заблаговременно созванные члены Синода принесли 27 января [7 февраля] 1721 года присягу, и 14 [25] февраля 1721 года произошло торжественное открытие нового высшего органа управления церковью.

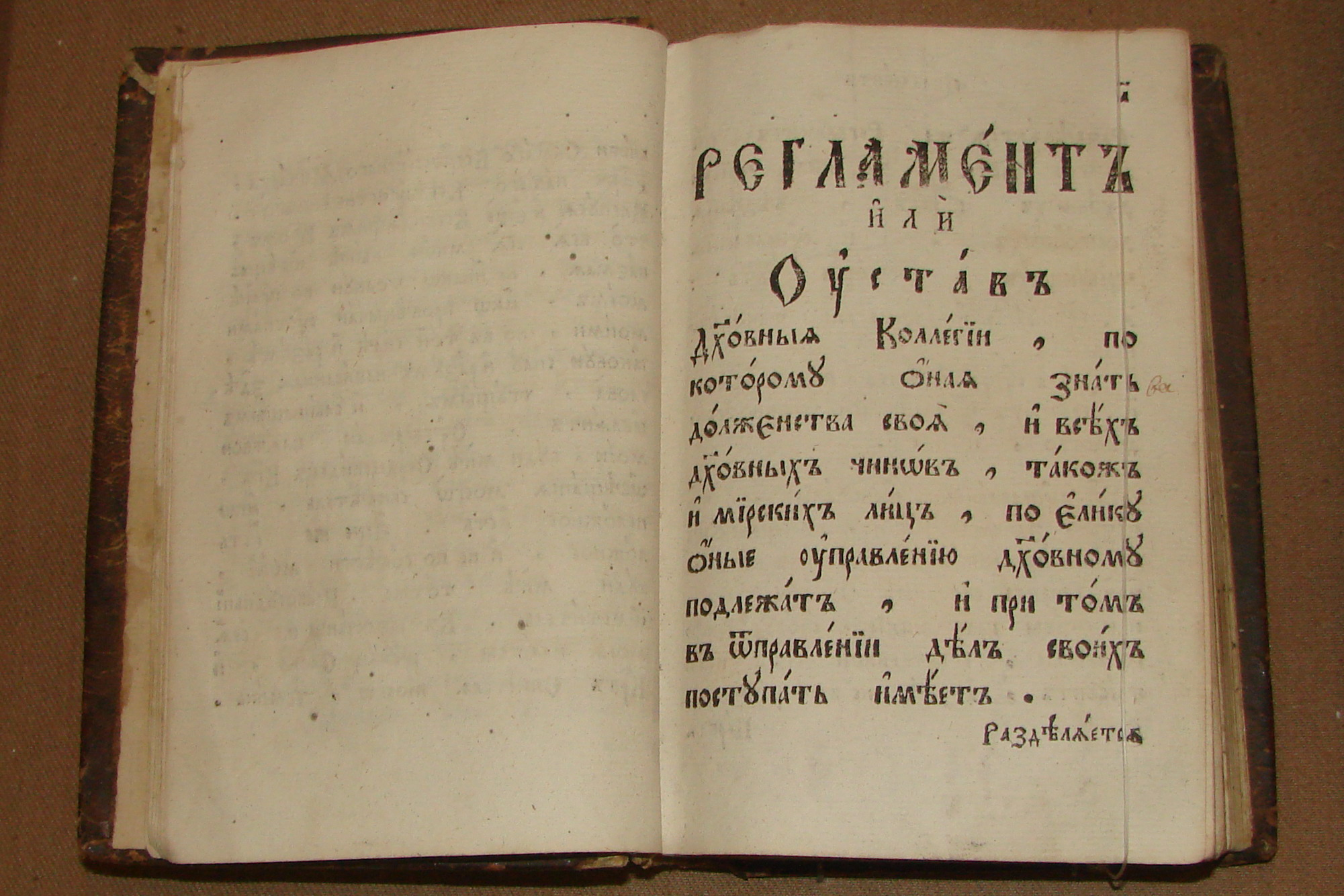
«Регламент духовный» 1721 года

В тогда же опубликованном при особом указе Духовном Регламенте объяснялись, по обыкновению Петра, «важныя вины», которые заставили его предпочесть соборное или коллегиальное и синодальное управление церковью единоличному патриаршеству:
«Велико и сіе, что отъ соборнаго правленія можно не опасатися отечеству мятежей и смущенія, яковые происходятъ отъ единаго собственнаго правителя духовнаго. Ибо простой народъ не вѣдаетъ, какъ разнствуетъ власть духовная отъ самодержавной, но великою высочайшаго пастыря честію и славою удивляемый, помышляетъ, что таковый Правитель есть то вторый Государь, равносильный Самодержцу, или и больше его, и что духовный чинъ есть другое и лучшее государство, и се самъ собою народъ такъ умствовати обыклъ. Что же егда еще плевельные властолюбивыхъ духовныхъ разговоры приложатся и сухому хврастію огнь подложатъ? И когда услышится нѣкая между ними распря, вси духовному паче, нежели мірскому правителю, аще и слѣпо и пребезумно, согласуютъ и льстятъ себѣ, что они по Самомъ Богѣ поборствуют».
Далее регламент указывает исторические примеры того, к чему приводило властолюбие духовенства в Византии и в других государствах. Поэтому Синод стал вскоре послушным орудием в руках государя.
Состав Святейшего Синода определялся по регламенту в 12 «правительствующих особ», из которых три непременно должны были носить сан архиерея. Как и в гражданских коллегиях, в Синоде считался один президент, два вице-президента, четыре советника и пять асессоров. В 1726 году эти иностранные названия, так не вязавшиеся с духовными санами заседавших в Синоде лиц, были заменены словами: первоприсутствующий член, члены Синода и присутствующие в Синоде. Президенту, впоследствии первоприсутствующему, принадлежит, по регламенту, голос, равный с прочими членами коллегии.
Перед вступлением в определённую ему должность, каждый член Синода, или, по регламенту, «всякъ коллегіатъ, какъ президентъ, такъ и прочіе», должны были «учинить присягу или обѣщаніе передъ св. Евангеліемъ», где «подъ именнымъ штрафомъ анаѳемы и тѣлеснаго наказанія» обещались «искать всегда самыя сущія истины и самыя сущія правды» и поступать во всём «по написаннымъ в духовномъ регламентѣ уставамъ и впредь могущимъ послѣдовать дополнительнымъ къ нимъ опредѣленіямъ». Вместе с клятвой в верности служения своему делу, члены Синода клялись в верности служения царствующему государю и его преемникам, обязывались доносить заблаговременно об ущербе его величества интереса, вреде, убытке, и в заключение клятвенно должны были «исповѣдовать крайняго судію духовныя сея коллегій, быти самого всероссійскаго монарха». Чрезвычайно знаменателен конец этого клятвенного обещания, составленный Феофаном Прокоповичем и правленый Петром: «кленуся и еще всевидящимъ Богом, что вся сія мною нынѣ обѣщаваемая не инако толкую во умѣ моемъ, яко провѣщеваю устнами моими, но въ той силѣ и разумѣ, яковую силу и разумъ написанныя здѣ слова чтущимъ и слышащимся являютъ».
Президентом Синода был назначен митрополит Стефан (Яворский). В Синоде он как-то сразу оказался чужим человеком, несмотря на своё президентство. За весь 1721 год Стефан в Синоде был только 20 раз. Никакого влияния на дела он не имел.
Вице-президентом был назначен человек, безусловно преданный Петру, — архиепископ Новгородский Феодосий (Яновский), проживавший в построенном им Александро-Невском монастыре близ Санкт-Петербурга.
По устройству канцелярии и делопроизводства Синод напоминал Сенат и коллегии, со всеми заведёнными в этих учреждениях чинами и обычаями. Так же, как и там, Пётр позаботился об устройстве надзора за деятельностью Синода. 11 [22] мая 1722 года было приказано присутствовать в Синоде особому обер-прокурору. Первым обер-прокурором Синода был назначен полковник Иван Васильевич Болтин. Главной обязанностью обер-прокурора было вести все сношения Синода с гражданской властью и голосовать против решений Синода, когда они не согласовывались с законами и указами Петра. Сенат дал обер-прокурору особую инструкцию, являвшуюся почти полной копией с инструкции генерал-прокурору Сената.
Так же как и генерал-прокурор, обер-прокурор Синода называется инструкцией «оком государевым и стряпчим о делах государственных». Обер-прокурор подлежал суду только государя. Сначала власть обер-прокурора была исключительно наблюдательная, но мало-помалу обер-прокурор становится вершителем судеб Синода и его руководителем на деле.
Как в Сенате подле должности прокурора стояли фискалы, так и в Синоде был поставлены духовные фискалы, называвшиеся инквизиторами, с протоинквизитором во главе. Инквизиторы должны были тайно наблюдать за правильным и законным течением дел церковной жизни. Канцелярия Синода была устроена по образцу Сената и так же подчинена обер-прокурору. Чтобы создать живую связь с Сенатом, при Синоде была установлена должность агента, обязанностью которого, по данной ему инструкции, было «рекомендовать какъ въ сенатѣ, так и в коллегіяхъ и в канцеляріи настоятельно, дабы по онымъ синодскимъ вѣдѣниямъ и указамъ надлежащая отправка чинена была безъ продолженія времени». Затем агент смотрел, чтобы синодские ведения, посылаемые в Сенат и коллегии, слушались прежде других дел, иначе он должен был «президующимъ тамо персонамъ протестовать» и доносить генерал-прокурору. Важные бумаги, поступавшие из Синода в Сенат, агент должен был носить сам. Кроме агента, при Синоде находился ещё комиссар от Монастырского приказа, ведавший частые и обширные по своему объёму и значению сношения этого приказа с Синодом. Должность его во многом напоминала должность комиссаров от губерний при Сенате. Для удобства самого заведования подлежащими ведению Синода делами они были разделены на четыре части, или конторы: контора школ и типографий, контора судных дел, контора раскольнических дел и контора инквизиторских дел.
Новое учреждение, по мысли Петра, должно было немедленно взяться за исправление пороков в церковной жизни. Духовный Регламент указывал задачи нового учреждения и отмечал те недостатки церковного устройства и быта, с которыми надлежало вести решительную борьбу.
Все дела, подлежащие ведению Святейшего Синода, Регламент подразделял на общие, касающиеся всех членов Церкви, то есть и светских и духовных, и на дела «собственные», относящиеся только к духовенству, белому и чёрному, к духовной школе и просвещению. Определяя общие дела Синода, регламент возлагает на Синод обязанность наблюдать за тем, чтобы среди православных всё «делалось правильно по закону христианскому», чтобы ничего не было противного этому «закону», и чтобы не было «скудности в наставлении, подобающем всякому христианину». Регламент предписывает следить за правильностью текста священных книг. Синод должен был искоренять суеверия, устанавливать подлинность чудес новоявленных икон и мощей, наблюдать за порядком церковных служб и их правильностью, оберегать веру от пагубного влияния лжеучений, для чего наделся правом суда над раскольниками и еретиками и иметь цензуру над всеми «историями святых» и всякого рода богословскими сочинениями, наблюдая, чтобы не прошло в печать чего-либо противного православному учению. Синоду же принадлежит категорическое разрешение «недоуменных» случаев пастырской практики в делах христианской веры и добродетели.
По части просвещения и образования Духовный Регламент предписывал Синоду следить, чтобы «у нас было довольное к исправлению христианскому учение», для чего надлежит составить краткие и удобопонятные для простых людей книжки для обучения народа главнейшим догматам веры и правилам христианской жизни.
В деле управления церковным строем Синод должен был исследовать достоинство лиц, поставляемых в архиереи; защищать клир от обид со стороны «светских господ команду имеющих»; наблюдать, чтобы всякий христианин пребывал в своём звании. Синод был обязан наставлять и наказывать погрешающих; епископы должны смотреть, «не безчинствуют ли священницы и дьяконы, не шумят ли по улицам пьяные, или, что хуже, в церквях не ссорятся ли по-мужичью». Относительно самих епископов предписывалось: «укротить оную вельми жестокую епископов славу, чтоб оных под руки, пока здравы, не вожено и в землю бы оным подручная братия не кланялись».
Суду Синода подлежали все дела, которые прежде подлежали суду патриаршему. По части же церковного имущества Синод должен смотреть за правильным употреблением и распределением церковного достояния.
Относительно дел собственных Регламент замечает, что Синод для правильного выполнения своей задачи должен знать, в чём состоят обязанности каждого члена Церкви, то есть епископов, пресвитеров, дьяконов и прочих церковнослужителей, монахов, учителей, проповедников, и затем посвящает много места делам епископов, делам образовательным и просветительным и обязанностям мирян по отношению к Церкви. Дела же прочего клира церковного и касающиеся монахов и монастырей подробно изложены были несколько позднее в особом «Прибавлении к Духовному регламенту».
Это прибавление было составлено самим Синодом и припечатано к Духовному регламенту без ведома царя.

## Меры по ограничению белого духовенства
При Петре духовенство стало превращаться в такое же сословие, имеющее государственные задачи, свои права и обязанности, как шляхетство и горожане. Пётр хотел, чтобы духовный чин сделался органом религиозно-нравственного влияния на народ, находящимся в полном распоряжении государства. Путём создания высшего церковного управления — Синода — Пётр получил возможность верховного распоряжения церковными делами. Образование других сословий — шляхетства, горожан и крестьян — уже ограничило довольно определённо тех, кто принадлежал к духовенству. Ряд мер относительно белого духовенства имел в виду ещё больше выяснить это ограничение нового сословия.
В Древней Руси доступ в духовенство было широко открыт для каждого желающего, и никакими стеснительными постановлениями духовенство тогда связано не было: каждое духовное лицо могло оставаться или не оставаться в духовном звании, свободно переходить из города в город, от служения в одном храме в другой; дети духовных лиц тоже ни в чём не были связаны своим происхождением и могли избирать, какое хотели, поприще деятельности. В духовное звание в XVII веке могли вступать даже люди несвободные, и землевладельцы того времени часто имели священников из крепких им людей. В духовенство шли охотно, потому что здесь больше было возможности найти заработок и можно было легче избежать тягла. Низшее приходское духовенство было тогда избирательным. Прихожане выбирали, обыкновенно, из своей среды, как им казалось, подходящего для священнического сана человека, давали ему грамоту о выборе и посылали «ставиться» к местному архиерею.
Московское правительство, оберегая платёжные силы государства от убыли, давно стало предписывать городам и сёлам, чтобы они на убылые священнические и дьяконские места выбирали детей или вообще родственников умерших священнослужителей, рассчитывая, что такие лица более подготовлены к священству, чем «сельские невежды». Общины, в интересах которых тоже было не терять лишних соплательщиков, и сами старались выбирать себе пастырей из известных им духовных семей. К XVII веку это уже обычай, и дети священнослужителей, хотя и могут войти путём службы в любой чин, предпочитают ждать очереди занять духовное место. Церковный клир оказывается поэтому чрезвычайно переполненным детьми духовенства, старыми и молодыми, ожидающими «места», а пока пребывающими при отцах и дедах священников в качестве пономарей, звонарей, дьячков и т. п. В 1722 году Синоду доносили, что при некоторых ярославских церквах числилось столько поповских детей, братьев, племянников, внуков на причетнических местах, что их приходилось на пятерых священников едва ли не по пятнадцати человек.
Как в XVII веке, так и при Петре очень редки были приходы, где значился один только священник, — в большинстве значилось по двое и по трое. Были такие приходы, где при наличности пятнадцати дворов прихожан имелось два иерея при тёмной, деревянной, полуразвалившейся церковке. При богатых церквах число священников доходило до шести и более.
Сравнительная лёгкость получения сана создала в древней России бродячее поповство, так называемое «крестцовое». Крестцами назывались в старой Москве и других городах места пересечения больших улиц, где всегда толпилось много народа. В Москве особенно славились Варварский и Спасский крестцы. Здесь по преимуществу собиралось духовенство, ушедшее со своих приходов для вольного промысла саном священника и дьякона. Какой-нибудь горюнь, настоятель церкви с приходом в два-три двора, конечно, мог больше заработать, предлагая свои услуги тем, кто хотел отслужить молебен на дому, справить в доме сорокоуст, благословить поминальную трапезу. Все такие нуждающиеся в священнике шли на крестец и здесь выбирали кого хотели. Отпускную грамоту от архиерея получить было легко, если даже владыка был против: таких прибыльных дел до него не доводили охочие до взяток и посулов архиерейские прислужники. В Москве петровских времён даже после первой ревизии, после многих мер, направленных к уничтожению крестцового духовенства, насчитывали более 150 человек зарегистрированных попов, записавшихся в приказ церковных дел и уплативших епитрахильные деньги.
Конечно, существование такого бродячего духовенства, при стремлении правительства всё и всех в государстве записать на «службу», не могло быть терпимо, и Пётр ещё в начале 1700-х годов делает ряд распоряжений, ограничивающих свободу вступления в духовный чин. В 1711 году эти меры несколько систематизируются и подтверждаются, причём следует объяснение мер к сокращению духовного чина: от его распространения «государевой службѣ въ ея нуждахъ ощутилось умаленіе». В 1716 году Пётр издал распоряжение к архиереям, чтобы они «не умножали священниковъ и дьяконовъ сквернаго ради прибытка, ниже для наслѣдія». Выход из духовного звания был облегчён, и Пётр благосклонно смотрел на священников, покидавших духовный сан. Одновременно с заботами о количественном сокращении духовного чина, правительство Петра озабочено прикреплением его к местам служения. Выдача перехожих грамот сначала очень затрудняется, а потом совсем прекращается, причём мирским лицам строжайше, под штрафом и наказанием, запрещается принимать для исполнения требы попов и дьяконов. Одной из мер к сокращению количества духовенства было и запрещение строить новые церкви. Архиереи, принимая кафедру, должны были давать клятвенное обещание, что «ни сами не будутъ, ни другим не допустятъ строить церквей свыше потребы прихожанъ».
Самой важной мерой в этом отношении, в частности и для жизни белого духовенства, является попытка Петра «опредѣлить указнѣ число священно-церковно-служителей и такъ церкви распорядить, чтобы довольное ко всякой число прихожанъ было приписано». Синодским указом 1722 года были установлены штаты духовенства, по которым определялось, «дабы больше триста дворовъ и въ великихъ приходахъ не было, но числилось бы въ такомъ приходѣ, гдѣ один священник, 100 дворовъ или 150, а где два, тамо 200 или 250. А при трехъ числилося бы до 800 дворовъ, а при толикихъ попахъ больше двухъ дьяконовъ не было бъ, а причетникамъ быть по препорціи поповъ, то есть при каждомъ попѣ одинъ дьячокъ и одинъ пономарь». Этот штат предполагалось осуществить не сразу, а по мере того, как будут вымирать лишние церковнослужители; архиереям же было приказано не ставить новых священников, пока имеются в живых старые.
Установив штаты, Пётр подумал и о пропитании духовенства, зависевшего во всём от прихожан. Белое духовенство жило тем, что приносило ему исправление требы, а при всеобщей бедности, да ещё при несомненном в те времена понижении приверженности к церкви, эти доходы были очень невелики, и белое духовенство петровских времён очень бедствовало.
Сократив количественно белое духовенство, запретив и затруднив доступ в него новых сил со стороны, Пётр как бы замкнул духовное сословие в нём самом. Тогда-то и приобрели в жизни духовенства особое значение кастовые черты, характеризуемые обязательным наследованием сыном места отца. По смерти отца, служившего священником, поступал на его место старший сын, бывший при отце дьяконом, а на его место определялся в дьяконы следующий брат, служивший дьячком. Дьячковское место занимал третий брат, бывший прежде пономарём. Если недоставало на все места братьев, вакантное место замещалось сыном старшего брата или только зачислялось за ним, если он не подрос. Это новое сословие было приставлено Петром к пастырской духовной просветительской деятельности по закону христианскому, однако же, не на всей воле понимания закона пастырями так, как они хотят, а только как предписывает понимать его государственная власть.
И на духовенство в этом смысле были возложены Петром тяжкие обязанности. При нём священник не только должен был обязательно славословить и превозносить все реформы, но и помогать правительству в сыске и уловлении тех, кто поносил деятельность царя и враждебно к ней относился. Если на исповеди вскрывалось, что исповедующийся совершил государственное преступление, причастен к бунту и злоумышлениям на жизнь государя и его семьи, то священник должен был под страхом казни донести о таком исповеднике и его исповеди светскому начальству. На духовенство далее была возложена обязанность разыскивать и при помощи светского начальства преследовать и ловить раскольников, уклонившихся от уплаты двойных податей. Во всех таких случаях священник стал выступать как подведомственный светской власти чиновник: он действует в таких случаях как один из полицейских органов государства вместе с фискалами, сыщиками и дозорщиками Преображенского приказа и Тайной канцелярии. Донос священника влечёт за собой суд и иногда жестокую расправу. В этой новой приказной обязанности священника мало-помалу затенялся духовный характер его пастырской деятельности, и между ним и прихожанами создавались более или менее холодная и крепкая стена взаимного отчуждения, нарастало недоверие пасомых к пастырю. «В результате духовенство, — говорит Н. И. Кедров, — замкнутое в своей исключительной среде, при наследственности своего звания, не освежаясь притоком свежих сил отвне, постепенно должно было ронять не только своё нравственное влияние на общество, но и само стало оскудевать умственными и нравственными силами, охладевать, так сказать, к движению общественной жизни и её интересам». Не поддерживаемое обществом, которое не питает к нему симпатии, духовенство в течение XVIII века вырабатывается в послушное и беспрекословное орудие светской власти.

## Положение чёрного духовенства
Пётр явно не любил монахов. Это была черта его характера, сложившаяся, вероятно, под сильным влиянием ранних впечатлений детства. «Страшные сцены, — говорит Ю. Ф. Самарин, — встретили Петра у колыбели и тревожили всю его жизнь. Он видел окровавленные бердыши стрельцов, называвших себя защитниками православия, и привык смешивать набожность с фанатизмом и изуверством. В толпе бунтовщиков на Красной площади являлись ему чёрные рясы, доходили до него странные, зажигательные проповеди, и он исполнялся неприязненного чувства к монашеству». Множество подмётных писем, рассылавшихся из монастырей, «обличительные тетрадки» и «писаньица», именовавшие Петра антихристом, раздавались народу на площадях, тайком и въявь, монахами. Дело царицы Евдокии, дело царевича Алексея могли только укрепить его негативное отношение к монашеству, показав, какая враждебная его государственному порядку сила скрывается за стенами монастырей.
Под впечатлением всего этого Пётр, вообще по всему своему душевному складу далёкий от запросов идеалистической созерцательности и ставивший в назначение жизни человеку непрерывную практическую деятельность, стал видеть в монахах только разные «забобоны, ереси и суеверия». Монастырь, в глазах Петра, есть совершенно лишнее, ненужное учреждение, а раз оно ещё является очагом смут и бунтов, то он, по его мнению, и вредное учреждение, которое не лучше ли будет совсем уничтожить? Но на такую меру не хватило и Петра. Очень рано начал он, однако, заботиться о том, чтобы путём самых строгих ограничительных мер стеснить монастыри, сократить их число, воспрепятствовать появлению новых. Всякий указ его, относящийся к монастырям, дышит желанием уколоть монахов, показать и им самим и всем всю бесполезность, всю ненужность монашеского жития. Ещё в 1690-х годах Пётр категорически запретил строить новые монастыри, а в 1701 году велел переписать все существующие, чтобы установить штаты монастырей. И всё дальнейшее законодательство Петра относительно монастырей неуклонно направляется к трём целям: к уменьшению числа монастырей, к установлению тяжёлых условий для принятия в монашество и к тому, чтобы дать монастырям практическое назначение, извлечь из их существования какую-нибудь практическую пользу. Ради последнего Пётр клонился к тому, чтобы обратить монастыри в фабрики, училища, лазареты, инвалидные дома, то есть «полезные» государственные учреждения.
Духовный Регламент подтвердил все эти распоряжения и особенно обрушился на основание скитов и пустынножительство, которое предпринимается не в целях душевного спасения, а «свободнаго ради житія, чтобы быть удалену отъ всякой власти и надсмотрѣнія и дабы на новоустрояемый скитъ собирать деньги и ими корыствоваться». В регламенте было помещено правило: «монахамъ никакихъ по кельямъ писемъ, какъ выписокъ из книгъ, такъ и грамотокъ совѣтныхъ никому не писать, и по духовнымъ и гражданскимъ регуламъ чернилъ и бумаги не держать, понеже ничто такъ монашескаго безмолвія не разоряетъ, какъ суетныя ихъ и тщетныя письма…».
Дальнейшими мерами монахам предписывалось жить в монастырях неисходно, всякие долговременные отлучки иноков запрещались, монах и монахиня могли выйти за стены монастыря только часа на два, на три, да и то с письменным разрешением от настоятеля, где за его подписью и печатью прописан срок отпуска монашествующего. В конце января 1724 года Пётр опубликовал указ о звании монашеском, об определении в монастыри отставных солдат и об учреждении семинарий, госпиталей. Этот указ, окончательно решая, чем быть монастырям, по обыкновению рассказывал, зачем и почему предпринимается новая мера: монашество сохранялось только ради «удовольствования им тех, кои прямой совестью оного желают», и для архиерейства, ибо, по обычаю, архиереи могут быть только из монахов. Однако через год Петра не стало, и этот указ не успел войти в жизнь со всей полнотой.

## Духовная школа
Духовный Регламент в двух своих разделах «Дела епископов» и «Домы училищные и в них учители, и ученики, и проповедники» давал указание об учреждении специальных духовных школ (архиерейские школы) для подготовки священников, уровень образования которых к этому времени был крайне неудовлетворителен.
В разделах «Дела епископов» сообщается, что «вельми ко исправлению церкви полезно есть сие, чтоб всяк Епископ имел в доме, или при доме своем школу для детей священнических, или и прочих, в надежду священства определенных».
Вводилась обязательность обучения для сыновей священнослужителей и причетников; необученные подлежали исключению из духовного сословия. Согласно Регламенту, епархиальные духовные училища должны были содержаться на средства архиерейских домов и доходов с монастырских земель.
Во исполнение проекта, изложенного в Регламенте, духовные училища семинарского типа постепенно создавались в разных городах России. В Петербурге в 1721 открыты были сразу две школы: одна — в Александро-Невской Лавре архиепископом Феодосием (Яновским), другая — на реке Карповке архиепископом Феофаном (Прокоповичем). В том же году открылась семинария в Нижнем Новгороде, в 1722 — в Харькове и Твери, в 1724 — в Казани, Вятке, Холмогорах, Коломне, в 1724 — в Рязани и Вологде, в 1725 — во Пскове.
В училища принимались мальчики, уже получившие начальное образование у себя дома или в цифирных школах. Курс обучения, согласно выработанным Феофаном (Прокоповичем) правилам, разделялся на восемь классов, с преподаванием в первом классе латинской грамматики, географии и истории, во втором — арифметики и геометрии, в третьем — логики с диалектикой, в четвёртом — риторики и пиитики, в пятом — физики и метафизики, в шестом — политики, в седьмом и восьмом — богословия. Языки — латинский, греческий, еврейский, церковнославянский — должны были изучаться во всех классах, но на деле преподавалась одна латынь, которая была и языком преподавания: даже Священное Писание изучалось по Вульгате.

## Оценка и значение
Как пишут современные исследователи, «ни одно из петровских преобразований не подвергалась столь длительной и яростной критике, как замена патриарха Синодом. И при учреждении Синода были недовольные реформой, и в первые десятилетия после Петра неоднократно ставился вопрос о возврате к патриаршеству. В середине XIX — начале XX вв. критика синодального управления приобрела масштабный характер. В публицистике и историографии синодальный строй признавался неканоничным, неисторичным и вредным как для Церкви, так и для государства».
В начале 1900-х годов в русском обществе возникла дискуссия о достоинстве церковной реформы Петра и синодального устройства Русской церкви. С критической оценкой обоих выступил, в частности, Павел Тихомиров, которому возражал церковный историк Евгений Голубинский, полагавший главные тезисы Тихомирова о неканоничности власти монарха в Церкви, о необходимости созыва соборов и восстановлении патриаршества несостоятельными, а его доводы невежественными и наивными; в частности, Голубинский писал: «<…> ни патриаршее управление не было у нас тем, чем должно быть церковное управление, ни синодальное управление не стало тем, чем бы должно быть церковное управление, но что второе стало лучше первого и во всяком случае не хуже его».
Протоиерей Александр Шмеман в середине XX века писал:
Спор о значении, об оценке Петровской реформы есть, можно сказать, основной русский спор. И это также больная и острая тема для русского церковного сознания. Правда, теперь никто уже не будет защищать духа церковной реформы Петра, синодального строя Русской Церкви, оберпрокурора и «ведомства православного исповедания». Но остается глубокий, за другими часто скрывающийся вопрос об общем смысле синодального периода в истории Православия. <…> Вряд ли кто будет спорить с тем, что реформа Петра была, прежде всего, резким перерывом «теократической» традиции, сознательным и всесторонним переходом на западную установку сознания. Это было воцарение в России западного абсолютизма. <…> Канонически Синод был признан восточными патриархами и сакраментально-иерархическая структура Церкви не была повреждена. Поэтому острота реформы не в канонической её стороне, а в той психологии, из которой она вырастает. Через учреждение Синода Церковь становится одним из государственных департаментов <…> Психология эта лучше всего выражена в «Духовном Регламенте» знаменитого Феофана Прокоповича; он переносил в Россию все основные принципы протестантизма, его понимание взаимоотношения Церкви и Государства, в котором Церковь, видимая или земная, в ту эпоху мыслится именно религиозной «проекцией» самого государства. Этой коренной, основоположной лжи Петровской Реформы русская власть не осознала и не отвергла фактически до самой Революции 1917 года. В ней основная двусмысленность отношений между Церковью и Государством, отравившая одинаково и государственное и церковное сознание. Ибо надо подчеркнуть, что Русская Церковь, по существу, по совести, не приняла Петровской реформы. Для неё Император остался Помазанником Божиим, а само это помазание она продолжала воспринимать в категориях византийской или московской теократии. Царскую власть государство и Церковь воспринимали поэтому по-разному, исходили по отношению к ней из почти противоположных предпосылок. <…> И вот эта разница между отношением Государства к Церкви («ведомство православного исповедания») и отношением Церкви к Государству («Помазанник Божий») составляет главную ложь синодального периода. 
Доктор богословия Алексей Буевский, сотрудник отдела внешних церковных сношений Московского патриархата, в 1985 году полагал: «Добившись формального равенства с Сенатом, Синод фактически отказался от самосознания церковной природы своей власти и свёл её к источнику государственному, к воле монарха. Всё делопроизводство Синода на протяжении 200 последовавших лет велось „по указу Его Императорского Величества“». Буевский утверждал: «Объявление царя „главой Церкви“, его полнейший контроль над деятельностью Высшей Церковной Власти, отсутствие в Синодальный период Соборов как основного источника церковного законодательства, создание Святейшего Синода государственной властью, членство в Синоде по Высочайшему указу, при котором не каждый архиерей мог участвовать в управлении, предоставление клирикам права решающего голоса в Синоде наряду с епископами, многие ограничения чисто религиозной деятельности Синода не соответствовали православным каноническим нормам».